# Naturalistische Entscheidungsfindung
Der Ansatz der naturalistischen Entscheidungsfindung (englisch: Naturalistic Decision Making (NDM)) wurde von Caroline E. Zsambok und Gary A. Klein entwickelt, um zu untersuchen, wie Menschen ihre Erfahrungen nutzen, um (unter Zeitdruck) Entscheidungen zu treffen.

## Begriffserläuterung und Abgrenzung
Der Begriff wurde auf der ersten NDM-Konferenz 1989 in Ohio geprägt, welche vom U.S. Army Research Institute for the Behavioral and Social Sciences veranstaltet wurde.
„Naturalistic“ ist hier sinngemäß als „naturalistisch“ im Sinne von lebensnah zu verstehen. Also gemeint ist die Entscheidungsfindung in natürlichen Situationen und nicht in simulierten Situationen bzw. unter Laborbedingungen. Merkmale einer natürlichen Umgebung, in welcher Entscheidungen getroffen werden, sind dabei: Zeitdruck, hohe Risiken, Vorerfahrung der Entscheidungsträger, unzulängliche Informationen, unklare Ziele, unklare Vorgehensweise, diskriminatives Lernen, der Kontext, dynamische Bedingungen und die Notwendigkeit der Koordination von Teams.
Die naturalistische Entscheidungsfindung unterscheidet sich durch einen Perspektivwechsel von den Theorien der rationalen Entscheidungsfindung. Hier sollen, im Gegensatz zu den herkömmlichen Theorien, nicht die Schwächen menschlicher Entscheidungsfindung beleuchtet werden, sondern die Konzentration liegt darauf, die menschlichen Stärken und Fähigkeiten zu analysieren und zu beschreiben.
Die naturalistische Entscheidungsfindung zielt darauf ab, wie erfahrene Menschen, die als Einzelpersonen oder Gruppen in dynamischen, unsicheren und oft schnelllebigen Umgebungen arbeiten, ihre Situation identifizieren und bewerten, Entscheidungen treffen und Maßnahmen ergreifen, deren Konsequenzen für sie (und die Organisation für die sie arbeiten) von Bedeutung sind.

## Hintergrund
Der NDM-Ansatz basiert auf frühen Forschungen von Adriaan de Groot (1946/1978) und von Chase und Simon (1973) zu kognitiven Denkprozessen von Großmeistern beim Schachspiel.
De Groot zeigte, dass Schachgroßmeister im Allgemeinen die vielversprechendsten Züge schnell identifizieren konnten, während mittelmäßige Schachspieler oft nicht einmal die besten Züge in Betracht zogen. Die Schachgroßmeister unterschieden sich hauptsächlich von schwächeren Spielern in ihrer ungewöhnlichen Fähigkeit, die Dynamik komplexer Positionen einzuschätzen und eine Spiellinie schnell als vielversprechend oder nutzlos zu klassifizieren.
Chase und Simon (1973) beschrieben die Leistung von Schachexperten als eine Form der Wahrnehmungsfähigkeit, bei der komplexe Muster erkannt werden. Sie schätzten, dass Schachmeister ein Repertoire von 50.000 bis 100.000 sofort erkennbaren Mustern erwerben und dass dieses Repertoire es ihnen ermöglicht, einen guten Zug zu identifizieren, ohne alle möglichen Eventualitäten berechnen zu müssen.
Gary Klein begann seine Forschungen aus einer Unzufriedenheit mit den Erklärungsansätzen der klassischen Entscheidungstheorien. Diese waren seiner Meinung nach unter künstlichen „Idealbedingungen in Laboren“ entwickelt worden, wobei diese Bedingungen wenig mit der tatsächlichen Entscheidungsfindung im Alltag gemein hätten. Klein untersuchte daher im Jahr 1985 erstmals „im Feld“, d. h. in realen Situationen, wie Feuerwehrleute unter Zeitdruck lebenswichtige Entscheidungen treffen.
Zsambok und Klein stellten fest, dass sich die Prozesse und Strategien der naturalistischen Entscheidungsfindung von denen der traditionellen Methoden unterscheiden. Es wurde festgestellt, dass bei der naturalistischen Entscheidungsfindung der Fokus der Entscheidungsfindung stärker im Vordergrund steht. Dies bedeutet, dass Entscheidungsträger (z. B. der Zugführer einer Feuerwehr bei einer schwierigen Einsatzsituation) sich mehr darum kümmern, die Situation einzuschätzen und ihr Situationsbewusstsein durch Feedback zu verbessern, anstatt mehrere Optionen zu entwickeln und miteinander zu vergleichen.

## Wiedererkennensgesteuerte Entscheidungsfindung („RPD-Modell“)

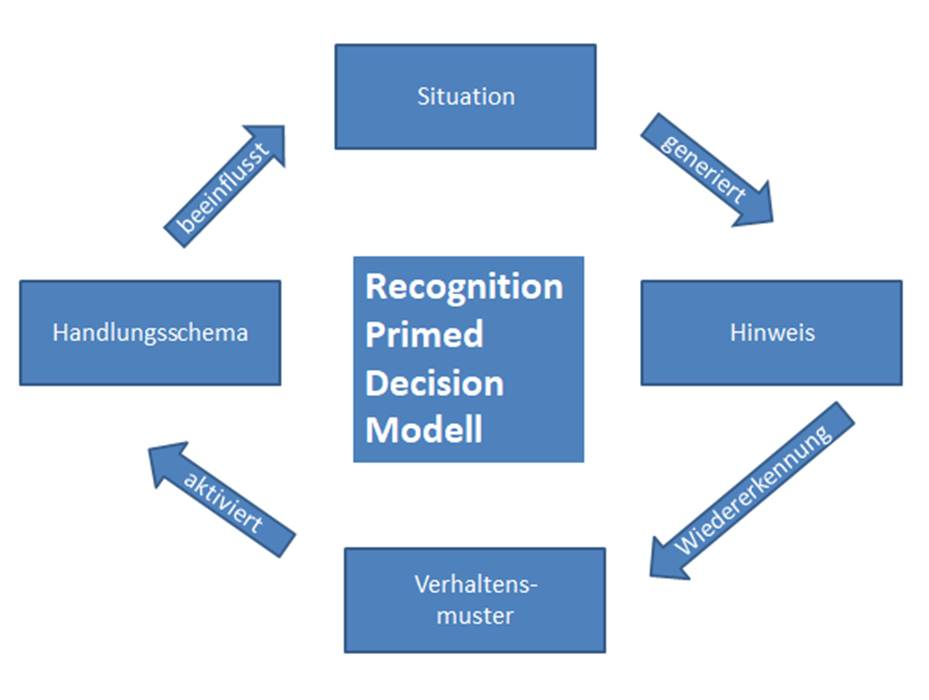
Recognition Primed Decision Modell

Das Modell der wiedererkennensgesteuerten Entscheidungsfindung ("recognition-primed decision", kurz: RPD) besagt, dass Menschen in Entscheidungssituationen („decision points“), z. B. der Einsatzleiter einer Feuerwehr bei einer Lagebeurteilung, nicht zwischen verschiedenen Handlungsalternativen abwägen, sondern, dass diese auch in ungewöhnlichen Situationen (z. B. komplexen Löscheinsätzen) auf Basis ihrer gemachten Erfahrungen auf Anhieb richtig handeln.
Kurz gesagt: Das RPD-Modell beschreibt, wie Menschen gute Entscheidungen treffen können, ohne Optionen miteinander zu vergleichen.
Es werden drei Varianten im RPD Modell unterschieden:
- Wiedererkennen einer typischen Situation

Das Wiedererkennen einer typischen Situation ist die grundlegende Strategie von Entscheidungsträgern. Beispielsweise erkennt der Einsatzleiter der Feuerwehr eine typische Brandsituation („Hinweis“) in einem Parkhaus und reagiert darauf. Durch das Wiedererkennen der Situation („Verhaltensmuster“) wird dem Einsatzleiter bewusst, welche Maßnahmen („Handlungsschema“) sich als wahrscheinlich erfolgreich weisen werden („Wenn dies passiert, dann mache ich das“).
- Diagnose der Situation

Diese Variante ist komplexer als die Basisvariante. In diesen Fällen muss der Entscheidungsträger verstärkt Aufmerksamkeit auf die Diagnose der Situation verwenden, weil die Informationen nicht an einen typischen Fall erinnern oder mehrere typische Fälle aus der Situation erkannt werden. Der Entscheidungsträger muss dann zunächst weitere Informationen sammeln.
- Evaluieren des Handlungsverlaufs

Bei dieser Handlungsvariante versuchen sich Entscheider einzelne Handlungsmöglichkeiten vorzustellen. Wenn ein Entscheider Probleme voraussieht, muss er den Handlungsbedarf anpassen oder sogar aufgeben und nach einer anderen Möglichkeit suchen.

## Kritik
An der naturalistischen Entscheidungsfindung wird kritisiert, dass die Untersuchungen aus gesammelten Daten größtenteils aus Interviews mit Entscheidungsträgern stammen. Da wissenschaftliche Untersuchungsmethoden stets eine Replizierbarkeit der Ergebnisse voraussetzen, sei dies bei den Forschungen zur naturalistischen Entscheidungsfindung bei Klein nicht der Fall.
Die Methodik der naturalistischen Entscheidungsfindung wurde von Anhängern der traditionellen, rationellen Entscheidungstheorien untersucht. Völker (2017) erklärt zu intuitiven Entscheidungen, dass „der Weg über die Intuition nicht grundverkehrt“ sei.
Gary Klein und Daniel Kahneman haben gemeinsam zu intuitiven Entscheidungen geforscht und die Ergebnisse ihrer Arbeit veröffentlicht.
Klein und Kahneman kamen zu dem Ergebnis, dass es zwei Voraussetzungen benötigt, damit auf die Expertise von Experten vertraut werden kann und Intuitionen sachgerecht werden.
Die Voraussetzungen sind
- Eine Umgebung, die hinreichend regelmäßig ist, um vorhersagbar zu sein
- Eine Gelegenheit diese Regelmäßigkeiten durch langjährige Übung zu erlernen

Die Allgemeingültigkeit des NDM Ansatzes ist in der Forschung anerkannt; auch wenn die basistheoretische Fundierung des NDM Konzepts noch aussteht; weist das RPD-Modell forschungsleitenden Charakter auf.